# Geschichte des edlen Gebers
Geschichte des edlen Gebers ist ein orientalisches Märchen aus den Geschichten aus Tausendundeiner Nacht. Die Kurzgeschichte erzählt über Freigiebigkeit.

## Handlung
Einst verlor ein sehr reicher Juwelier sein gesamtes Vermögen. Auf Anraten seiner Frau lieh er sich bei einem Freund fünfhundert Dinare und eröffnete sein Geschäft wieder. Eines Tages kamen drei Männer und fragten nach seinem Vater; der Juwelier sagte ihnen, er sei schon längst tot. Da fragten sie, ob er keine Nachkommen hinterlassen habe, woraufhin der Juwelier erklärte, dass er dessen Sohn sei, worauf die Männer nach einigen Leuten fragten, die dies bezeugen könnten. Der Juwelier rief einige Kaufleute zu sich, und nachdem sie bezeugt hatten, dass der Mann, nach dem die drei Fremden sich erkundigt hatten, sein Vater war, zogen diese einen Sack heraus, in welchem etwa dreißigtausend Dinare Gold und Edelsteine waren. Sie erklärten, dass sein Vater ihnen dies einst zur Aufbewahrung gegeben hatten.
Bald darauf kam eine Frau und entlieh einen Edelstein, welcher fünfhundert Dinare wert war, und bald darauf kaufte sie ihn für dreitausend Dinare. Der Juwelier ging nun zu seinem Freund und wollte ihm die fünfhundert geliehenen Dinare zurückgeben; dieser nahm sie aber nicht an, sondern erklärte, dass er sie nach Gottes Willen hergegeben hatte und gab dem Juwelier einen Brief, dessen Inhalt er beherzigen solle. Zuhause öffnete der Juwelier den Brief und las: „Die Männer, welche bei dir waren, sind mein Vater und meine beiden Oheime; die Frau, welche bei dir einkaufte, war meine Mutter, und alles Geld und alle Edelsteine kamen von mir. Ich hatte dabei nicht die Absicht, dich zu beleidigen, sondern dir ein Erröten zu ersparen.“

## Ausgaben
- Gustav Weil: Tausend und eine Nacht – Arabische Erzählungen, Karl Müller Verlag, Erlangen 1984 (Erstausgabe 1839), Band 4, S. 45f.